# Мирный (Нехаевский район)
Мирный — посёлок в Нехаевском районе Волгоградской области, в составе Динамовского сельского поселения.
Посёлок расположен примерно в 29 км юго-западнее районного центра — станицы Нехаевской и 10 км северо-западнее посёлка Динамо.
Основан как посёлок отделения № 2 совхоза "Динамо". Совхоз "Динамо" был организован в 1929 году Московским заводом Динамо. Посёлок 2-го отделения совхоза "Динамо" впервые упоминается в Алфавитном списке населенных пунктов по районам Сталинградской области на 1939 год. В справочнике "История административно – территориального деления Волгоградской (Сталинградской) области. 1936 – 2007 гг." отсутствуют сведения о переименовании населённого пункта, но по состоянию на 2004 год населённый пункт значится как посёлок Мирный. На листе M-37 (Б) топографических карт СССР 1989 года издания посёлок обозначен под названием Водино

## Население
| 2002 |
| ---- |
| 85   |

| 2010 |
| ---- |
| 34   |